# François Suzamicq
François Suzamicq, né le 13 janvier 1737 à Pau (Pyrénées-Atlantiques), mort le 12 novembre 1809 dans la même commune, est un général de brigade de la Révolution française.

## États de service
Il entre en service en 1752 dans l’infanterie.
Le 1er octobre 1791, il devient capitaine au 1er bataillon de volontaires des Basses-Pyrénées, et il sert en 1793 et 1794, à l’armée des Pyrénées occidentales.
Il est nommé chef de bataillon le 4 octobre 1793, et il est promu général de brigade provisoire le 15 octobre suivant, mais le 24 octobre 1793, sa nomination n’est pas approuvée, et il est démis de ses fonctions. Il est mis à la retraite le 1er décembre 1793, avec le grade de chef de bataillon, mais il continue à servir comme commandant de brigade de la division de Saint-Jean-Pied-de-Port.
Le 9 juin 1794, il est de nouveau démis de ses fonctions, pour incompétence, et arrêté. Le 15 avril 1795, il est autorisé à se retirer à Pau, où il meurt le 12 novembre 1809.

## Sources
- (en) « Generals Who Served in the French Army during the Period 1789 - 1814: Eberle to Exelmans »
- (pl) « Napoléon.org.pl »
- François Emmanuel vicomte de Toulongeon, Histoire de France, depuis la révolution de 1789, Volume 4, Paris, imprimerie Didot jeune, 1803, p. 310.